# ザスタバ
ザスタバまたはツァスタバ（セルビア語キリル文字：Застава, ラテン文字：Zastava）は、自動車と小火器の製造を行うセルビアの工業コングロマリット。根拠地はクラグイェヴァツ。
1853年に創立された大砲の鋳造工場を前身とし、第二次大戦後にZavodi Crvena Zastava と名づけられた。イタリアのフィアット車をライセンス製造していることで知られる。
日本ではツァスタヴァと呼ばれることも有るが、正しいセルビア語の発音はザスタヴァに近い。

## 自動車

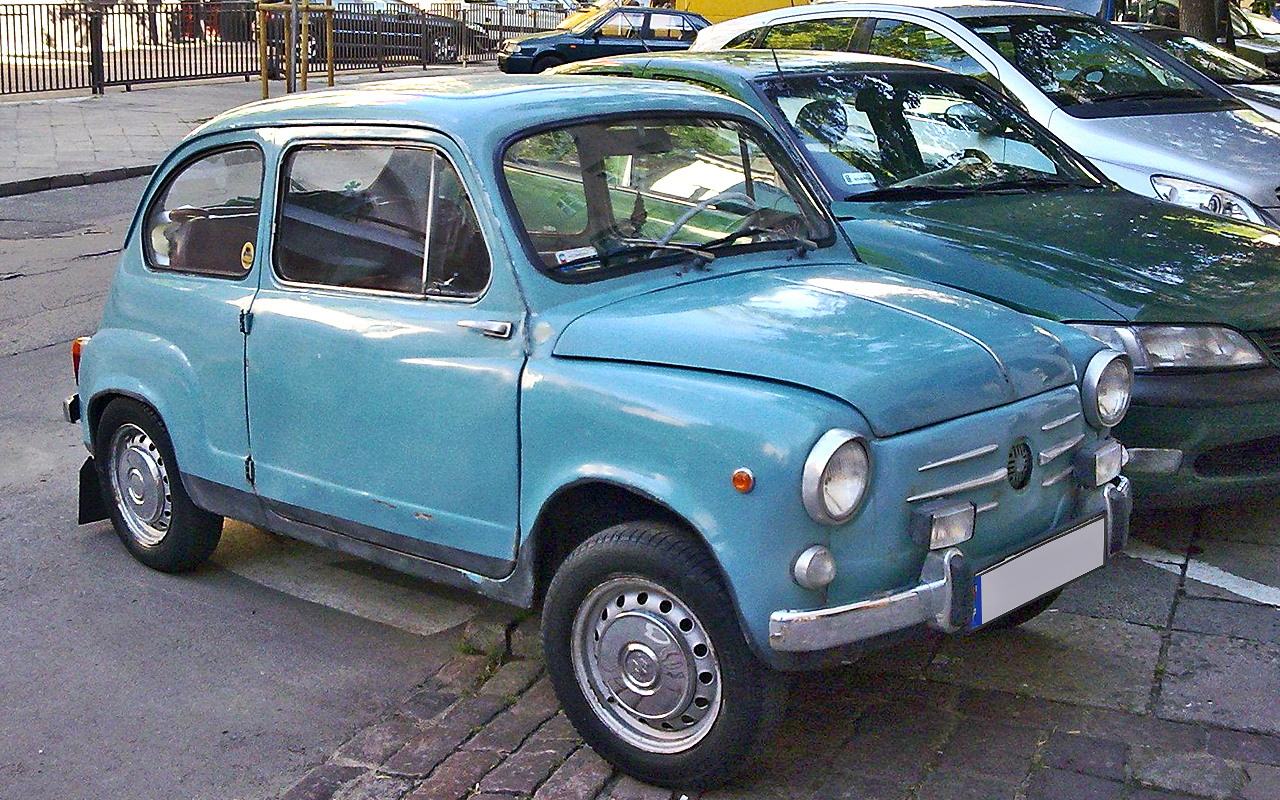
初期のザスタバ・750

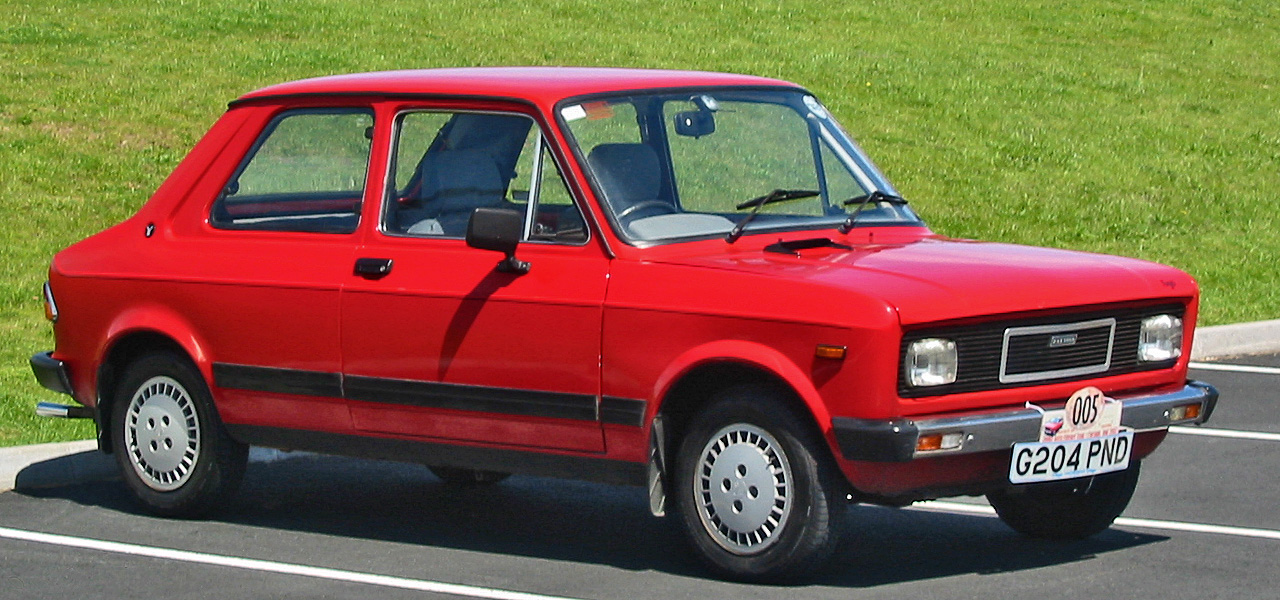
ユーゴ・311として英国に輸出されたZastava Skala

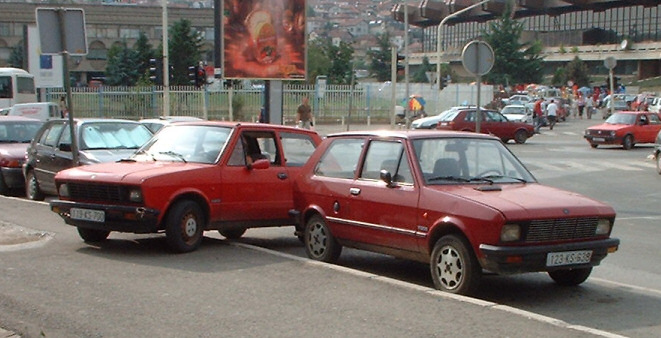
1980年代の Yugo 45 A
Koral の国内仕様車
数字はエンジンの馬力を表しており、フィアット流の命名法である。

ザスタバは、乗用車とトラック（ザスタバ・トラック、Застава Камиони、Zastava Kamioni）の製造を行っている。

### 1950年代-1980年代
ザスタバの乗用車部門は1954年に、フィアット・1300、フィアット・1400、及びフィアット・1900の派生車を初めて生産した。
以後、ザスタバは、フィアット・600をライセンス生産したZastava 750（Застава 750、1965年生産開始）や、フィアット・128から派生したZastava Skala（1971年生産開始）、フィアット・127から派生したZastava Koral（1980年生産開始）などの車を製造する企業として西側で広く知られた。
1970年代に Skala をイギリスを含む西欧や南米に、1980年代には Koral を北南米や西欧諸に「ユーゴ」（Yugo）ブランドで輸出、販売を行った。
アメリカ合衆国とカナダではBricklin が輸入代理店となり、1986年から Koral をYugo GV として3,990ドルという破格の低価格で販売したが、あまりの品質の低さに販売が行き詰まり、わずか2年間で撤退している。

### 1990年代-2000年代
しかし、ユーゴスラビア紛争の勃発で1993年までに西側市場からほとんど姿を消し、コソボ紛争の激化による労働者の散逸と、1999年3月からのNATO軍による工場の空爆によって、自動車の生産は中止に追い込まれた。補修部品の供給も止まり、ユーザーは中古車や乗り捨てられた車を部品取りとするしかなかった。
アフトヴァースなど他の旧東側諸国の自動車メーカーと同様に、冷戦終結後のザスタバにはさまざまな経営上の難局が到来した。西側市場からの撤退に加え、紛争の混乱などで新車開発がほとんど行なえず、バルカン諸国向けにフィアット・128の派生車種を、フロントグリルなどに小変更を加えて製造するにとどまった。

### 2000年代-
その後、2008年5月に、フィアットとの間で、ザスタバの自動車部門の権益70％をフィアットが取得する合意が成立した。残り30％の権益については引き続きセルビア政府が保持する。同年9月にはフィアットと「ザスタバ10」という名の新協定を締結し、バルカン諸国向けに2代目フィアット・プントの後期型を、ザスタバ・10として年間で最大1万6,000台製造する予定を発表した。
これにより、同年11月21日をもってZastava Skala、Zastava koral、Zastava Floridaの生産は中止され、約半世紀に渡って続いたザスタバ・ブランドの自動車は消滅した。
翌2009年から新体制となり、今後ザスタバはフィアット傘下で、主に東欧・ロシア向けフィアットブランドの生産拠点として再編されていくこととなる。「ザスタバ・10」も「フィアット・プント・クラシック」に改名され、生産が続けられている。

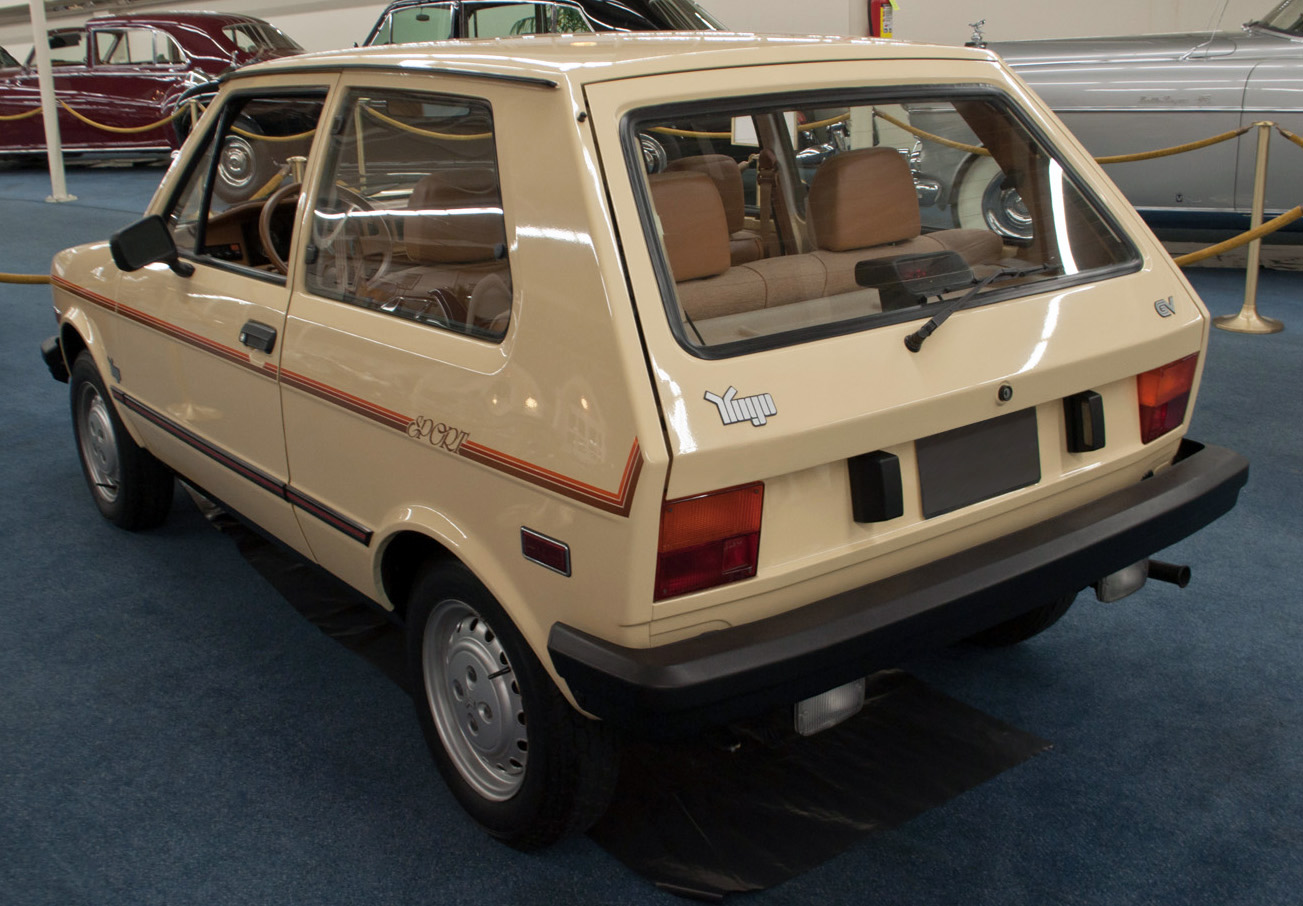
排ガス値、安全基準、 内外装色を北米向けとした Yugo GV 1987年型
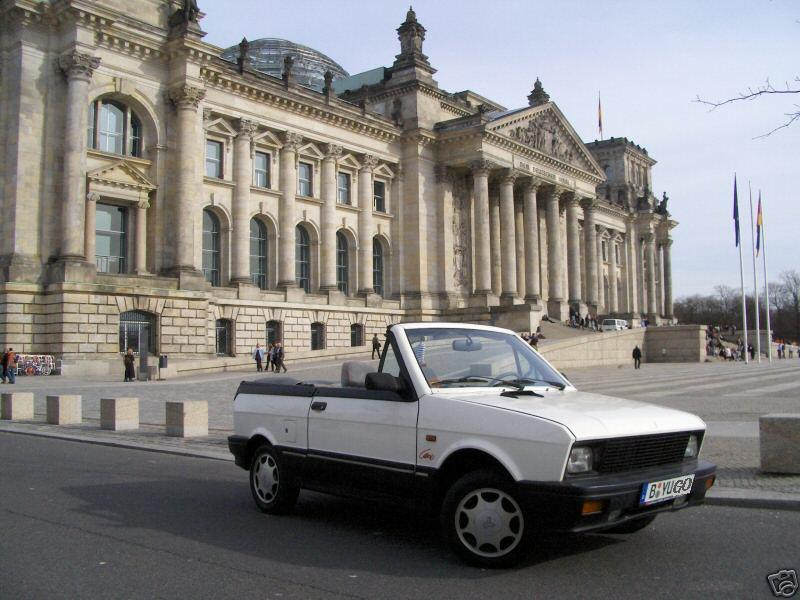
ベルリン・国会議事堂前の Yugo Koral Cabliore '92年型
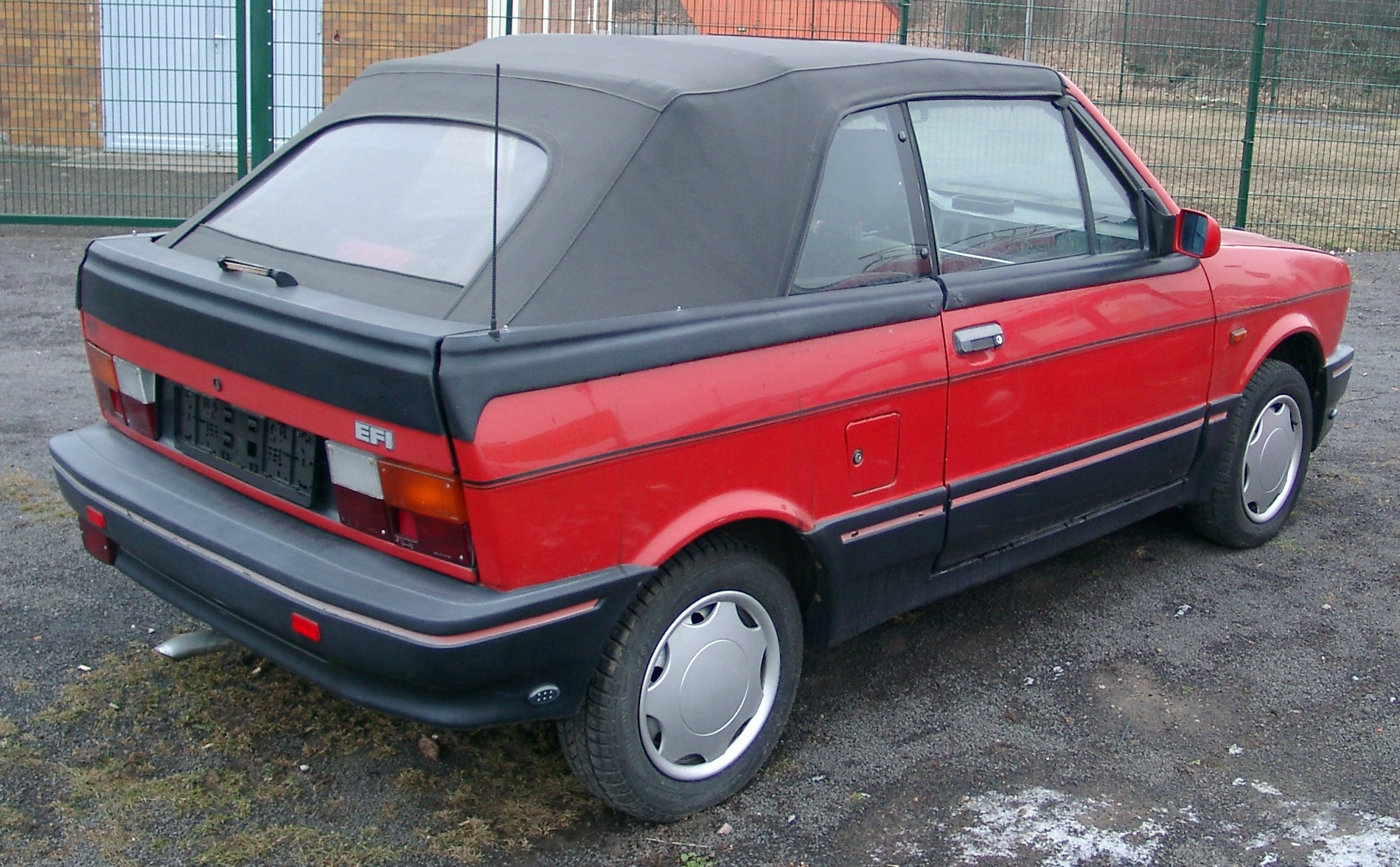
Yugo Koral Cabliore '90年にリアコンビランプとバンパーが大型化された
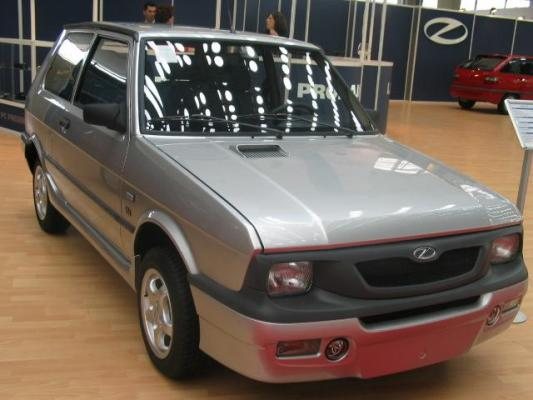
'05年型 Zastava Koral In '00年にフェイスリフトが行われたが車体は上の45時代のまま

## 兵器
ザスタバの子会社であるザスタバ・アームズ（Застава Оружје、Zastava Oružje）は、セルビアで唯一、セルビア軍と民間に対し、軍用あるいはスポーツ（競技、狩猟）用の小火器を製造している企業である。